# Up Out My Face
Singles de Mariah Carey et Nicki Minaj
H.A.T.E.U.
(2009) Angels Cry
(2010)
Up Out My Face est une chanson de la chanteuse américaine Mariah Carey et de la rappeuse Nicki Minaj, sortie le 16 janvier 2010. Le titre est le quatrième extrait de son 12e opus studio Memoirs of an Imperfect Angel. Le titre est écrit par Mariah Carey, Terius Nash, Christopher Stewart et composé par Steve Clark, Christopher Stewart et The-Dream et est aussi le 1er single de l'opus Angels Advocates, qui fut annulé, pour causes de convergences entre l'interprète et le label.

## Accueil
La chanson reçoit des critiques positives. Aux États-Unis, la chanson atteint la 39e place au Billboard Hot R&B/Hip-Hop Songs.

## Vidéoclip
Le vidéoclip est dirigé par Mariah Carey et son mari de l'époque Nick Canon. Il y montre la chanteuse avec Nicki Minaj, vêtues de plusieurs tenues et sortant de leurs boites à poupées.

## Remixes
Le titre bénéficie de remixes de Ralphi Rosario, des Jump Smokers et des Wideboys, tous en featuring avec la rappeuse américaine Nicki Minaj.

## Formats et pistes
1. "Up Out My Face" (Ralphi Rosario Club Remix) (featuring Nicki Minaj) – 8:06
2. "Up Out My Face" (Ralphi Rosario Dub Remix) (featuring Nicki Minaj) – 7:49
3. "Up Out My Face" (Ralphi Rosario Radio Remix) (featuring Nicki Minaj) – 3:56
4. "Up Out My Face" (Jump Smokers Remix) (featuring Nicki Minaj) - 5:27

## Classement
| Chart (2010)                         | Peak position |
| ------------------------------------ | ------------- |
| South Korea (Gaon Chart)             | 152           |
| US Billboard Hot 100 (Billboard)     | 100           |
| US Hot R&B/Hip Hop Songs (Billboard) | 39            |